# Tom Brokaw
Thomas John "Tom" Brokaw (Webster, Dacota do Sul, 6 de fevereiro de 1940) é um jornalista de televisão e escritor dos Estados Unidos. Trabalhou na NBC Nightly News de 1982 até 2004. No final da época em que era o anfitrião do programa NBC Nightly News, o programa tornou-se o noticiário mais visto dos EUA.

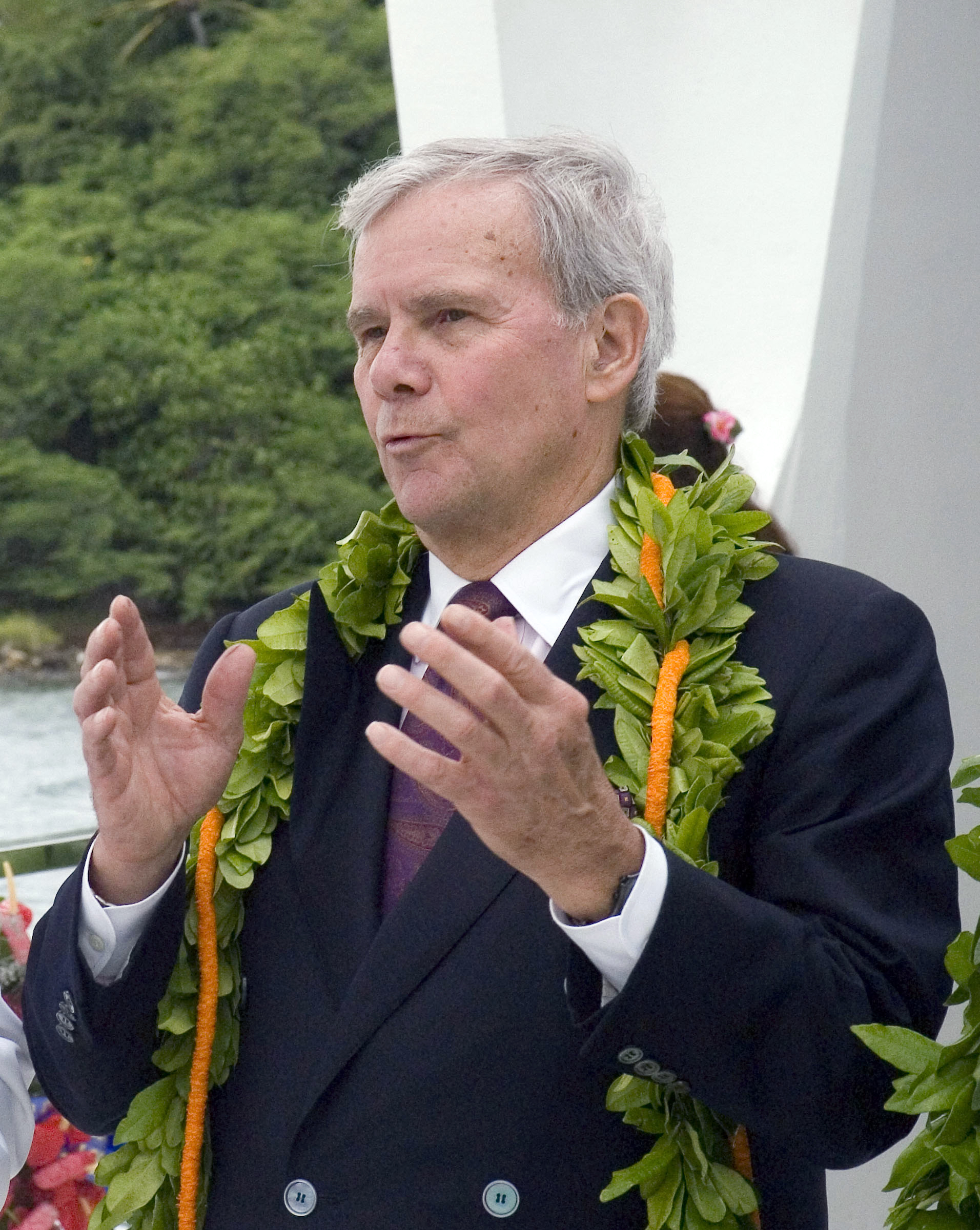
Tom Brokaw discursando em Pearl Harbor, Havaí

Durante os Jogos Olímpicos de Verão de 2016 no Rio de Janeiro, Brokaw apresentou aspectos da cultura brasileira para uma audiência americana mostrando a história do povo à beira do Rio Amazonas e a cultura gaúcha no sul do Brasil. 

## Bibliografia

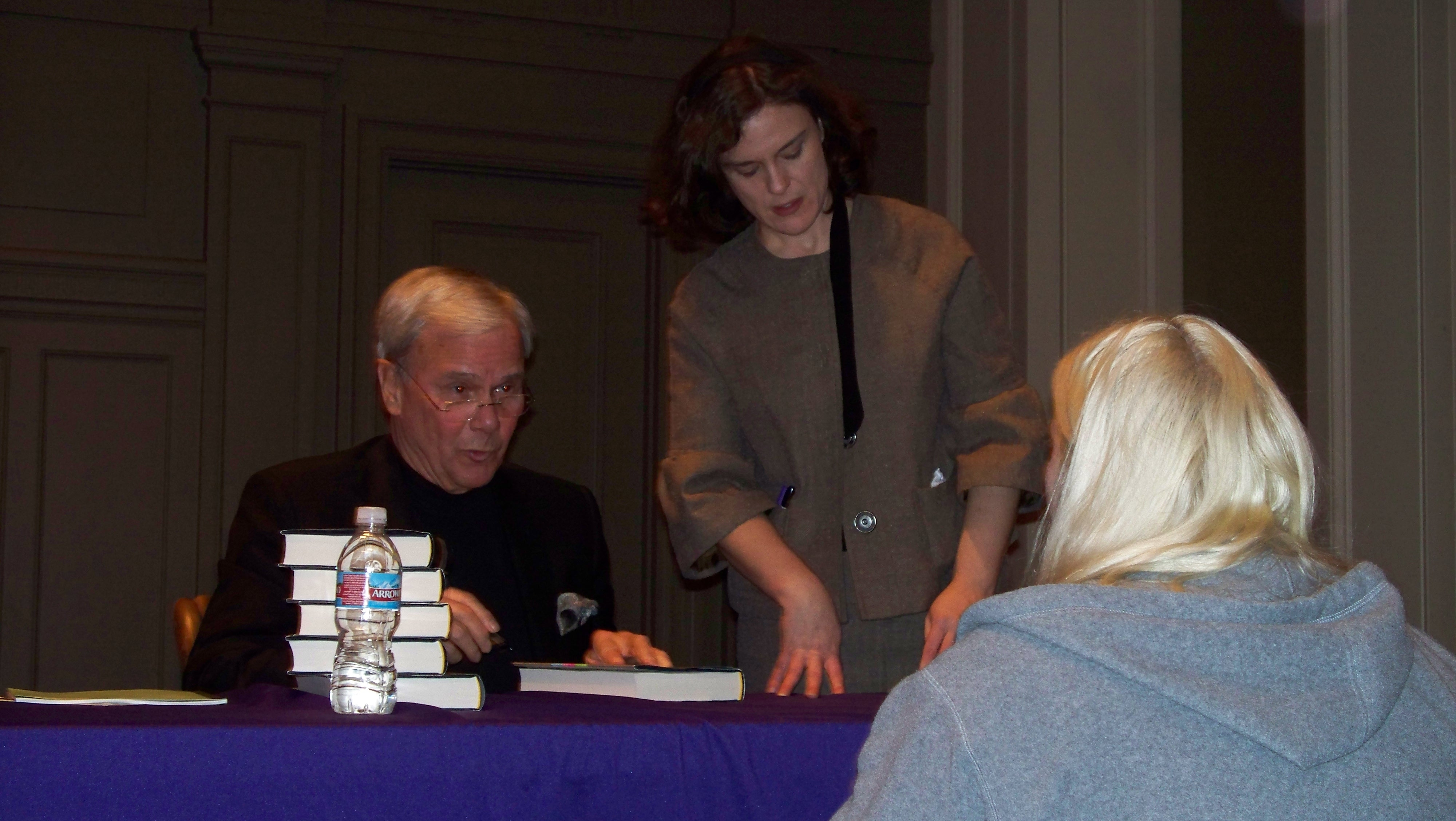
Brokaw em Seattle em 2007